# Гун Пиньмэй, Игнатий
Игнатий Гун Пиньмэй (кит. 龔品梅 Kung P’in-mei; 2 августа 1901 — 12 марта 2000) — китайский кардинал, диссидент, политзаключённый (провёл в тюрьмах более 30 лет). Епископ Сучжоу с 9 июня 1949 по 15 июля 1950. Епископ Шанхая с 15 июля 1950 по 12 марта 2000. Апостольский администратор епархии Сучжоу с 15 июля 1950 по 12 марта 2000. Кардинал in pectore с 30 июня 1979 по 28 июня 1991. Кардинал-священник с титулом церкви Сан-Систо с 28 июня 1991.

## Биография
Родился в китайской семье, которая уже пять поколений сохраняла католическую веру. В 1930 рукоположён в сан священника, с 1949 — епископ. В ходе кампании коммунистических властей КНР по подчинению Католической Церкви в Китае партийному контролю, в 1955 арестован, в 1960 приговорён к пожизненному заключению за «контрреволюционную деятельность» (c 1985 или 1986 под домашним арестом, в 1988 выпущен и выехал в США).
На консистории 1979 папа римский Иоанн Павел II тайно (in pectore) назначил находившегося в заточении епископа Гуна кардиналом. Сам Гун узнал об этом лишь после освобождения, в 1988, на личной встрече с Папой, а публично о его назначении было объявлено только в 1991.
Скончался в 2000 (в возрасте 98 лет) в Коннектикуте. Заупокойные мессы были — впервые за много лет — отслужены по тридентскому обряду (в том числе тайваньским кардиналом Павлом Шань Госи). Похоронен в миссии св. Клары Ассизской в Санта-Кларе (Калифорния).
Фонд кардинала Гуна Архивная копия от 29 июня 2007 на Wayback Machine и после его смерти продолжает вести мониторинг положения религиозных общин в КНР и предавать гласности факты их преследования со стороны властей.